# Atlantisella
Atlantisella is een geslacht van sponsdieren uit de klasse van de Hexactinellida.

## Soort
- Atlantisella incognita Tabachnick, 2002